# 足利健亮
足利 健亮（あしかが けんりょう、1936年12月21日 - 1999年8月6日）は、日本の地理学者。専門は人文地理学。元京都大学教授。没後従四位勲三等旭日中綬章。

## 経歴
出生から修学期
1936年、北海道勇払郡追分町（現：安平町）の浄土真宗大谷派寺院に生まれた。北海道苫小牧東高等学校を卒業し、京都大学文学部に進学。藤岡謙二郎の影響を受け、人文地理学の道に進み、日本の古代歴史地理研究に取り組むようになった。1961年に卒業し、同大学大学院文学研究科に進んだ。
人文地理学研究者として
1962年、京都大学助手に採用された。1966年、追手門学院大学講師に就いた。1968年、大阪府立大学助教授となった。1974年、京都大学教養部助教授に転じた。1985年、学位論文『日本古代地理研究：畿内とその周辺における土地計画の復原と考察』を京都大学に提出して文学博士の学位を取得。1986年、同学部教授に昇格。1987年、英国ノッティンガム大学に出張。1992年、京都大学教養部が改組され、人間・環境学研究科・総合人間学部が創設されたのに伴って京都大学大学院人間・環境学研究科教授となった。
学界では1996年から人文地理学会会長を務めたが、2期目の任期の途中で1999年6月に退任した。
1999年、京都大学教授在職中に癌に伴う急性循環不全のため死去。没後、従四位勲三等旭日中綬章叙勲。

## 受賞・栄典
- 1999年：従四位勲三等旭日中綬章

## 研究内容・業績
専門は人文地理学で、特に古代日本の歴史地理研究を進めた。

## 著作
著書
- 『中近世都市の歴史地理 町・筋・辻子をめぐって』地人書房 1984
- 『日本古代地理研究：畿内とその周辺における土地計画の復元と考察』大明堂 1985
- 『考証・日本古代の空間』大明堂 1995
- 『景観から歴史を読む 地図を解く楽しみ』日本放送出版協会(NHKライブラリー) 1998
  - 文庫改題『地図から読む歴史』講談社学術文庫 2012
- 『地理から見た信長・秀吉・家康の戦略』創元社 2000

編著・共著
- 『地誌概論 日本編』藤岡謙二郎・浮田典良共著、大明堂 1964
- 『歴史の空間構造 歴史地理学序説』藤岡謙二郎・矢守一彦共著、大明堂 1976
- 『街道』(生きている近世 2)小林博共編、浅野喜市写真、淡交社 1978
- 『京都歴史アトラス』編 中央公論社 1994

追悼論集
- 『地図と歴史空間 足利健亮先生追悼論文集』大明堂 2000